# Чубенко, Всеволод Васильевич
Всеволод Васильевич Чубенко (род. 8 декабря 1964, Саратов) — директор автономной некоммерческой организации «Свой Театр», театральный актёр, чтец, конферансье. Многократный обладатель Гран-при и лауреат российских (Москва, Санкт-Петербург, Архангельск, Пермь, Екатеринбург, Старая Русса, Нижневартовск) и международных театральных фестивалей (Македония, Египет, Германия, Франция, Люксембург, Тунис, Польша, Литва, Украина, Белоруссия). Заслуженный артист Российской Федерации (2004).

## Биография
Всеволод Васильевич Чубенко родился 8 декабря 1964 года в Саратове. Во время учёбы в саратовской школе № 19 с 1972 по 1980 годы принимал активное участие в художественной самодеятельности и один год занимался в театральной студии Дворца пионеров. После окончания Саратовского театрального училища им. И. А. Слонова работал в Ростове-на-Дону.
В 1984 году актёр был приглашен на работу в Вологодский областной театр юного зрителя. Среди ролей, сыгранных в Вологодском ТЮЗе: Марат в спектакле «Мой бедный Марат», Эдмунд в «Короле Лире», Меньшиков в «Петре I», Хосе в «Кармен».
В 1991 году заочно окончил Государственный институт театрального искусства (РАТИ-ГИТИС) (актёрский факультет).
В 1999 году Всеволод Васильевич стал одним из создателей в Вологде Камерного драматического театра, в который перешёл работать в 2001 году. В одном из интервью Всеволод Чубенко признаётся:
«Разрыв с ТЮЗом проходил очень болезненно. Мне очень не хотелось конфликтно уходить из театра, где очень хорошие люди, где друзья. Но ощущение свободы и самостоятельности для меня было принципиальным»
27 декабря 2004 года Указом Президента Российской Федерации N 1611 за заслуги в области культуры и искусства, многолетнюю творческую деятельность Всеволоду Чубенко было присвоено звание Заслуженный артист России.
В 2009 году Всеволод Чубенко создал в Вологде «Свой Театр», в котором зрителю предлагаются театральные постановки и музыкальные спектакли малой формы. Среди них: моноспектакль «Кыся» по произведению Владимира Кунина, «Темные аллеи» по рассказу Ивана Бунина, «Эмигранты» по одноименной пьесе Славомира Мрожека, спектакль-шутка «Ссора» по гоголевской повести «Как поссорился Иван Иванович с Иваном Никифоровичем», «Укрощение» по пьесе У. Шекспира.
В 2009 году завершил обучение в вологодском филиале Северо-Западной академии государственной службы (факультет Государственное и муниципальное управление).
В 2010 году избран 1-м заместителем Председателя правления вологодского отделения Союза театральных деятелей России.
8 февраля 2012 года назначен начальником Департамента культуры и охраны объектов культурного наследия Вологодской области.
С марта 2014 года директор Новгородского академического театра драмы им. Ф. М. Достоевского.

## Награды и звания
- Заслуженный артист Российской Федерации (27 декабря 2004 года) — за заслуги в области искусства[3].
- медаль «Ревнителю просвещения» (2000).